# Brasiliscincus agilis
Espèce
Synonymes
- Scincus agilis Raddi, 1823
- Mabouya aenea Gray, 1845

Brasiliscincus agilis est une espèce de sauriens de la famille des Scincidae.

## Répartition
Cette espèce est endémique du Brésil. Elle se rencontre dans régions côtières des États du Ceará, de Bahia, de l'Espírito Santo et de l'État de Rio de Janeiro.

## Description
C'est un saurien vivipare.

## Étymologie
Le nom spécifique agilis vient du latin agilis, agile, en référence à l'agilité de ce saurien.

## Publication originale
- Raddi, 1823 : Continuazione della descrizione dei rettili Brasiliani. Memorie di Matematica e di Fisica della Società Italiana delle Scienze residente in Modena, vol. 19, fasc. 1, p. 58-73 (texte intégral).